# Vườn quốc lập Ashizuri-Uwakai
Vườn quốc lập Ashizuri-Uwakai (足摺宇和海国立公園 Ashizuri Uwakai Kokuritsu Kōen) là một vườn quốc gia ở mũi phía tây nam của đảo Shikoku, Nhật Bản. Vườn quốc lập trải rộng trên các khu vực nhỏ ở phía tây của Shikoku, giữa hai tỉnh Ehime và Kōchi. Các tính năng chính của vườn quốc lập là Mũi Ashizuri, điểm cực nam của đảo. Mũi đất có sự đa dạng thực vật cận nhiệt đới cùng vách đá cheo leo nhìn ra Thái Bình Dương.